# Reinaldo Arenas
Reinaldo Arenas (Aguas Claras, 1943. július 16. – New York, 1990. december 7.) kubai költő, regényíró és drámaíró, aki Fidel Castro, a kubai forradalom és a kubai kormány hangos kritikusaként ismert. A kubai disszidens mozgalomról és a politikai fogságról szóló, Before Night Falls című emlékiratát az 1980-as Mariel-hajóhíd során az Egyesült Államokba való szökése után diktálta, és posztumusz jelent meg, miután az AIDS-ben haldokló Arenas túladagolt tablettákkal öngyilkosságot követett el.

## Élete
Arenas a kubai Holguín (kubai tartomány) tartományban, Aguas Clarasban született, majd tizenévesen Holguín városába költözött. Hatévesen kezdte az iskolát, a perronales-i 91-es vidéki iskolába járt. Ebben az iskolában virágzott fel a fiúk iránti érdeklődése. Ír a szexuális felfedezéseiről önmagával és a körülötte lévő emberekkel, sőt részletesen leírja, hogy szexuális tevékenységének nagy részét állatokkal végezte. Nyíltan beszél arról, hogy először az unokatestvérével, Dulce Mariával volt (nem teljes) heteroszexuális kapcsolata. Azt is megosztja, hogy az első meleg szexet unokatestvérével, Orlandóval élte át, amikor ő nyolcéves volt, unokatestvére pedig 12. Azt mondja: „Az országban a szexuális energia általában legyőz minden előítéletet, elnyomást és büntetést... A fizikai vágy felülírja a macsó érzéseket, amelyeket apáink magunkra vesznek, hogy belénk neveljenek”.
Miután tizenévesen Holguínba költözött, Arenas egy guava paszta gyárban kapott munkát. Amikor 1958 körül a városban romlani kezdtek a körülmények, úgy döntött, hogy csatlakozni akar a gerillákhoz (Castro és mozgalma), ekkor már 14 éves volt. Elsétált Velascóba, ahol találkozott Cuco Sánchezzel, aki elvitte őt a Sierra Gibarában lévő szovjetbarát kubai gerillák főhadiszállására. Egy gerilla-commandante, Eddy Suñol kikérdezte Arenast, majd azt mondta: „Rengeteg gerillánk van, csak fegyverekre van szükségünk.” Tíz nap után, miután velük volt, visszament Holguínba azzal a szándékkal, hogy megöl egy őrt és elveszi a fegyverét. Amikor visszaért a városba, hazament a nagyszüleihez, akik nem voltak túl boldogok, hogy láthatják. Mivel elkövette azt a hibát, hogy otthagyott egy üzenetet, amelyben közölte, hogy csatlakozik a gerillákhoz, a nagyszüleivel élő nők futótűzként terjesztették a hírt. Fulgencio Batista titkosrendőrsége, a Kommunista Tevékenységeket Elnyomó Iroda már a nyomában volt. Rövid hazautazása során rájött, hogy nem maradhat, ezért visszavándorolt Velascóba, a lázadók táborába. Ekkor már kénytelenek voltak őt befogadni.
16 éves korában ösztöndíjat kapott a La Pantojában, a Batista katonai táborban, amelyet politechnikai intézménnyé alakítottak át. Az iskolában az egyik legfontosabb kurzus a marxizmus-leninizmus volt. A diákoknak el kellett sajátítaniuk a Szovjetunió Tudományos Akadémiájának kézikönyvét; Nyikityin Politikai gazdaságtan kézikönyvét; Blas Roca A kubai szocializmus alapjai című művét. Arenas mezőgazdasági könyvelőként végzett, de később „kommunista indoktrinációnak” nevezte iskolai tanulmányait.
1960-ban járt először Havannában. Később visszatért, amikor beiratkozott a Havannai Egyetem tervezési kurzusára, és jelentkezett a Hotel Nacional de Cuba szállodába. A program ideje alatt az INRA-nál, a Nemzeti Agrárkutató Intézetnél dolgozott. Arenas csak 1963 körül kezdte melegként élni az életét, de még akkor is rendkívül titokban élt. Attól tartott, hogy a termelést segítő katonai egységek egyikébe kerül, amelyek koncentrációs táborok voltak az LMBT emberek, a keresztények és a kubai disszidens mozgalom feltételezett tagjai számára. Egy Miguel nevű férfival való kapcsolata, akit később letartóztattak és az UMAP-ba vittek, volt Arenas életének kezdete, amikor a Forradalom Védelmének Bizottságai melegként ismerték meg.
Arenas élete során számos meleg férfival barátkozott és létesített kapcsolatot. Még azt is elmondta, hogy egy időben legalább 5000 (?!) férfival feküdt le. Végignézte, ahogy különböző barátai és ismerősei a biztonságért cserébe hűséget fogadnak a rezsimnek. A kormány besúgói lettek, és jelentettek más férfiakat, gyakran barátokat és/vagy olyanokat, akikkel korábban kapcsolatban álltak. A cél az volt, hogy megtalálják a meleg és biszexuális férfiakat, és vagy felelősségre vonják és börtönbe zárják őket, vagy őket is besúgókká tegyék. A rezsimmel való együttműködésért az életük volt a jutalom. Ahhoz azonban, hogy besúgóvá válhassanak, gyakran részt kellett venni a rendszerellenes meggyőződésük vagy homoszexualitásuk nyilvános tagadásában – ami nagyon megalázó cselekedet volt.
Arenas látta, hogy ez Herberto Padillával megtörtént. A kubai forradalmat bíráló könyvet írt egy hivatalos pályázatra. Padillát 1971-ben letartóztatták, és 30 nap cellában töltött idő után úgy döntött, hogy beszélni fog. Az állambiztonság meghívott különböző kubai értelmiségieket, hogy meghallgassák mondanivalóját. Padilla mindenki elé állt, és bocsánatot kért mindenért, amit tett. Gyávának és árulónak festette le magát, bocsánatot kért korábbi munkásságáért, és önmagára hárította a felelősséget. Nyilvánosan elítélte barátait és feleségét, mondván, hogy ellenforradalmi beállítottságúak. Az általa megnevezettek kénytelenek voltak a mikrofon elé állni, és vállalni a felelősséget tetteikért, és azt mondani, hogy ők is árulók voltak.
1963-ban Havannába költözött, hogy beiratkozzon a Planification School of Planification, majd később az Universidad de La Habana bölcsészkarára, ahol filozófiát és irodalmat tanult, anélkül, hogy diplomát szerzett volna. A következő évben a Biblioteca Nacional José Martíban kezdett dolgozni. Az INRA-nál töltött munkaideje alatt sok időt töltött a Nemzeti Könyvtárban. Miután írt egy novellát és bemutatta egy bizottságnak, kapott egy táviratot, hogy beszélni szeretnének vele. Amikor elment, találkozott María Teresa Freye de Andrade-dal, aki a Nemzeti Könyvtár igazgatója volt. Ő szervezte meg Arenas átköltözését az INRA-tól a könyvtárba. Ettől kezdve ott dolgozott. Miután María Teresa elvesztette az állását, és helyére Castro rendőre, Sidroc Ramos kapitány került, Arenas úgy döntött, hogy a Könyvtár nem az a hely, ahol lenni akar... Nagyjából ekkor figyeltek fel a tehetségére, és az UNEAC (Kubai Írók és Művészek Nemzeti Szövetsége) által rendezett Cirilo Villaverde Nemzeti Versenyen irodalmi díjat kapott Cantando en el pozo című regényéért.
El mundo alucinante (A csodálatos világ) című műve 1966-ban „első dicsérő címet” kapott. Mivel azonban a zsűri nem talált jobb pályaművet, és nem volt hajlandó Arenasnak ítélni a díjat, abban az évben nem osztottak ki első díjat. Írásai és nyíltan meleg élete 1967-ben már konfliktusba hozta a kommunista kormánnyal. Elhagyta a Nemzeti Könyvtárt, és 1968-ig a Kubai Könyvintézet szerkesztője lett. 1968-tól 1974-ig a La Gaceta de Cuba című irodalmi folyóirat újságírója és szerkesztője volt.
1974-ben börtönbe került, miután „ideológiai deviancia” és hivatalos engedély nélküli külföldi publikálás miatt megvádolták és elítélték. 1974-ben megszökött a börtönből, és megpróbálta elhagyni Kubát. A kísérlet azonban kudarcba fulladt, és a Lenin park közelében újra letartóztatták, majd a hírhedt El Morro várában raboskodott gyilkosok és erőszaktevők mellett, és úgy maradt életben, hogy segített a raboknak leveleket írni a feleségeknek és a szeretőknek. Így tudott elég papírt gyűjteni ahhoz, hogy folytatni tudja az írást. A börtönből való kicsempészési kísérletei azonban kiderültek, és szigorú büntetést kapott. Halálosan megfenyegették, így kénytelen volt lemondani munkájáról, majd 1976-ban szabadult. 1980-ban a Mariel Boatlift keretében az Egyesült Államokba menekült. A San Lázaro nevű hajón érkezett, amelynek kapitánya a kubai emigráns Roberto Agüero volt.

## Halála
1987-ben Arenasnál AIDS-et diagnosztizáltak; továbbra is írt és felszólalt a kubai kormány ellen. Számos száműzetésben élő kubai író mentora volt, köztük John O'Donnell-Rosales. Miután megküzdött az AIDS-szel, 1990. december 7-én New Yorkban szándékos kábítószer- és alkoholtúladagolásban halt meg. Egy publikálásra írt búcsúlevelében ezt írta:
Kényes egészségi állapotom és a szörnyű depresszió miatt, amely miatt nem vagyok képes folytatni az írást és a küzdelmet Kuba szabadságáért, véget vetek az életemnek ... Szeretném bátorítani a kubai népet külföldön és a szigeten, hogy folytassák a szabadságért folytatott küzdelmet. ... Kuba szabad lesz. Én már az vagyok.
2012-ben Arenas bekerült a Legacy Walk nevű, az LMBT történelmet és embereket ünneplő, szabadtéri, nyilvános kiállításra.

## Írásai
Rövid élete és a börtönbüntetése alatt elszenvedett nehézségek ellenére Arenas jelentős műveket alkotott. Jelentős költői munkái mellett („El Central”, „Leprosorio”), a Pentagonia című öt regényből álló műve a forradalom utáni Kuba „titkos történetét” foglalja magában. Tartalma a Celestino antes del alba (spanyolul szintén „Cantando en el pozo” címmel), az Otra vez el mar (amelynek szó szerinti fordítása: „Újra a tenger”), az El palacio de las blanquisimas mofetas (Fehér görények palotája), a Rabelais-szerű El color del verano (A nyár színe) és az El Asalto (A támadás). Ezekben a regényekben Arenas stílusa a szigorú realista elbeszéléstől a magas modernista kísérleti prózán át az abszurd, szatirikus humorig terjed. Második regénye, a El Mundo Alucinante („Hallucinations”) a gyarmati kiugrott pap, Servando Teresa de Mier atya történetét írja újra.
Arenas interjúiban, önéletrajzában és néhány szépirodalmi művében is kifejezett kapcsolatot teremt saját élettapasztalata, valamint főhőseinek identitása és sorsa között. Amint az nyilvánvaló, és ahogyan arra olyan kritikusok, mint Francisco Soto rámutattak, a „Celestino” „gyermek-elbeszélője”, a „Palacio...” Fortunato, a „Búcsú...” Hectorja és a „Szín” hármas nevű „Gabriel/Reinaldo/Gloomy görény” karaktere úgy tűnik, mintha egy folyamatos élettörténet progresszív szakaszait élnék, amely Arenas saját életéhez is kapcsolódik. Arenas viszont következetesen összekapcsolja egyéni elbeszélt életét a kubaiak egy generációjának történelmi tapasztalatával. Regényeinek és egyéb írásainak állandó témája a Castro-kormány elítélése, bár Arenas a katolikus egyházat, az amerikai kultúrát és politikát is kritizálja. Egy sor havannai és nemzetközi irodalmi személyiséget is bírál, különösen azokat, akik szerinte elárulták őt és elnyomták munkásságát (Severo Sarduy és Ángel Rama figyelemre méltó példák). „Harminc trágár nyelvbotlása”, amelyek állítása szerint Havannában keringtek, és amelyeket El color del verano (»A nyár színe«) című kötetben újra kinyomtat, mindenkit kigúnyol a személyes barátoktól kezdve, akik szerinte kémkedhettek utána, egészen olyan személyiségekig, mint Nicolás Guillén, Alejo Carpentier, Miguel Barnet, Sarduy és természetesen maga Castro.
Antes que anochezca című önéletrajza 1993-ban felkerült a New York Times tíz legjobb könyve közé. 2000-ben ebből a műből film készült Julian Schnabel rendezésében, amelyben Arenast Javier Bardem alakította. 2010. május 29-én mutatták be a Fort Worth Operában az önéletrajz alapján készült operát, amelynek librettóját és zenéjét Jorge Martín kubai-amerikai zeneszerző írta, Arenas szerepét Wes Mason bariton énekelte.
A Reinaldo Arenas-iratok a Princetoni Egyetem könyvtárában találhatók. „A gyűjtemény Reinaldo Arenas személyes és munkapapírjaiból áll”, és gépiratos és gépelt vázlatokat, esszéket, interjúkat, újságkivágásokat, levelezést és egyéb dokumentumokat tartalmaz.

## Nevezetes művei
- El mundo alucinante (1966) ISBN 978-84-8310-775-1
- Cantando en el pozo (1982) (eredetileg Celestino antes del alba (1967) címmel jelent meg)
- El palacio de las blanquisimas mofetas (1982)
- Otra vez el mar (1982)
- El color del verano (1982)
- El Asalto (1990)
- El portero (1987)
- Antes que anochezca (1992)
- Mona and Other Tales (2001) ISBN 978-0-375-72730-6 (Az eredetileg 1995 és 2001 között Spanyolországban spanyolul megjelent novellagyűjtemény angol fordítása.)
- Con los ojos cerrados (1972)
- La vieja Rosa (1980)
- El central (1981), ISBN 978-0-380-86934-3
- Termina el desfile (1981)
- Arturo, la estrella más brillante (1984)
- Cinco obras de teatro bajo el título Persecución (1986)
- Necesidad de libertad (1986)
- La Loma del Angel (1987)
- Voluntad de vivir manifestándose (1989) ISBN 978-987-9396-55-1
- Viaje a La Habana (1990) ISBN 978-0-89729-544-4
- Final de un cuento (El Fantasma de la glorieta) (1991) ISBN 978-84-86842-38-3
- Adiós a mamá (1996) ISBN 978-0-89729-791-2

### Magyarul megjelent
- Mielőtt leszáll az éj (Antes que anochezca) – Európa, Budapest, 2015 · ISBN 9789634050995 · Fordította: Körösi Ivett

## Fordítás
- Ez a szócikk részben vagy egészben  a   Reinaldo Arenas című angol Wikipédia-szócikk fordításán alapul.  Az eredeti cikk szerkesztőit annak laptörténete sorolja fel. Ez a jelzés csupán a megfogalmazás eredetét és a szerzői jogokat jelzi, nem szolgál a cikkben szereplő információk forrásmegjelöléseként.